# Leucobryum piliferum
Leucobryum piliferum là một loài Rêu trong họ Dicranaceae. Loài này được (Dozy & Molk.) A. Jaeger mô tả khoa học đầu tiên năm 1873.